# Camitas

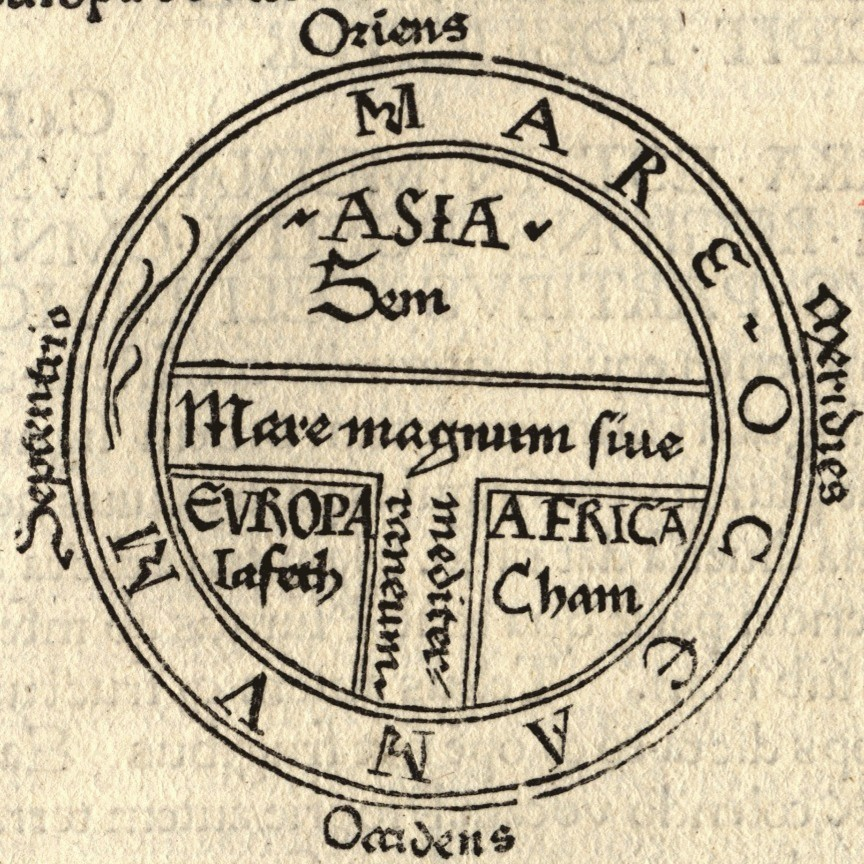
Mapa descrevendo a África como o lar original dos descendentes de Cam (camitas), Ásia dos descendentes de Sem (semitas), e Europa dos descendentes de Jafé (jafetitas). Guntherus Ziner, 1472

Hamitas é o nome usado anteriormente para alguns povos do Norte e do Chifre da África no contexto de um modelo agora desatualizado de divisão da humanidade em diferentes raças ; este foi desenvolvido originalmente pelos europeus em apoio ao colonialismo e à escravidão e visões racialistas do passado, hoje comprovadamente pseudocientificas.
A partir do final do século XIX, indivíduos geralmente classificaram a "raça hamita" como um subgrupo da "raça caucasiana" , ao lado da "raça ariana e da semita"  – agrupando assim as populações não semitas nativas do Norte da África e do Chifre da África , incluindo os antigos egípcios .  De acordo com a  visão racista do passado, nessa teoria pseudocientifica, , essa "raça hamita" era superior ou mais avançada do que as populações " negroides " da África Subsaariana . Em sua forma mais extrema, nos escritos de CG Seligman , essa teoria afirmava que virtualmente todas as conquistas significativas na história africana eram obra dos "hamitas".
Desde a década de 1960, a hipótese hamítica e a teoria de raças, juntamente com outras teorias da "ciência racial" , foram desacreditadas na ciência.

## Histórico
Os Camitas, também conhecidos como hamitas, representam uma antiga e diversificada população originária do nordeste da África. Seu legado histórico remonta aos primórdios da civilização humana e é frequentemente associado à descendência do personagem bíblico Cam, filho de Noé. De acordo com a tradição, os Camitas se espalharam pelo leste da África e pelo interior do continente, estabelecendo diversas culturas e sociedades ao longo do tempo.
Esta antiga população é tradicionalmente dividida em dois grupos distintos. O primeiro grupo engloba os berberes, fulas, hauçás, entre outros, enquanto o segundo abrange os egípcios, etíopes, oromos, somalis, tútsis, entre outros. Essa divisão reflete as diferentes ramificações étnicas e culturais que se desenvolveram ao longo dos séculos dentro da região.
A etnografia tradicional frequentemente distingue os Camitas de outros grupos étnicos da África, como os povos negroides, por certas características físicas. Essas distinções podem incluir traços faciais, cor da pele, tipo de cabelo e outras características fenotípicas. No entanto, é importante ressaltar que a classificação étnica e as características físicas das populações africanas são complexas e variadas, e não devem ser reduzidas a generalizações simplistas.

Ao longo da história, os Camitas desempenharam um papel significativo no desenvolvimento cultural, político e social da África. Suas civilizações antigas, como o Egito faraônico e os reinos da Etiópia, exerceram uma influência duradoura na região e além. Atualmente, as diversas comunidades camitas continuam a contribuir para a rica tapeçaria cultural e étnica do continente africano.